# Atolón Kaafu
Atolón Kaafu o Atolón de Malé es un atolón administrativo de las Maldivas. Este atolón administrativo tiene cuatro atolones de formación natural en la cual se incluyen (de norte a sur): Kaashidhoo, Gaafaru, Atolón Malé del norte y el Atolón Malé del sur. 
Malé, la capital de las Maldivas, está ubicado en el Atolón Malé del norte
Su economía está basada fuertemente en el turismo.

## Islas

### Habitadas
Dhiffushi, Gaafaru, Gulhi, Guraidhoo, Himmafushi, Hulhumalé, Huraa, Kaashidhoo, Malé, Maafushi y Thulusdhoo

### No habitadas
Aarah, Akirifushi, Asdhoo, Baros, Biyaadhoo, Bodubandos, Bodufinolhu, Boduhithi, Boduhuraa, Bolifushi, Dhigufinolhu, Dhoonidhoo, Ehrruh-haa, Enboodhoo, Enboodhoofinolhu, Eriyadhoo, Farukolhufushi, Feydhoofinolhu, Fihalhohi, Funadhoo, Furan-nafushi, Gasfinolhu, Giraavaru, Girifushi, Gulheegaathuhuraa, Helengeli, Henbadhoo, Hulhulé, Huraagandu, Ihuru, Kagi, Kalhuhuraa, Kandoomaafushi, Kanduoih-giri, Kanifinolhu, Kanuhuraa, Kudabandos, Kudafinolhu, Kudahithi, Kudahuraa, Lankanfinolhu, Lankanfushi, Lhohifushi, Lhosfushi, Maadhoo, Madivaru, Mahaanaélhihuraa, Makunudhoo, Makunufushi, Maniyafushi, Medhufinolhu, Meerufenfushi, Nakachchaafushi, Olhahali, Olhuveli, Oligandufinolhu, Ran-naalhi, Rasfari, Thanburudhoo, Thilafushi, Thulhaagiri, Vaadhoo, Vaagali, Vabbinfaru, Vabboahuraa, Vammaafushi, Velassaru, Velifaru, Veliganduhuraa, Vihamanaafushi, Villingili, Villingilimathidhahuraa, Villingilivau y Ziyaaraiffushi

## Galería
|                                   |
| Vista panorámica del atolón Kaafu |

|                                   |
| Playa de la isla Biyaadhoo, 2014. |

|                    |
| islote Kanifinolhu |

|            |
| Isla Aarah |

|                                                           |
| Vista aérea de la isla Guriadhoo en el atolón sur de Malé |